# Peterson International Code
Peterson International Code (PETCO), genauer Peterson’s International Code 3rd Edition, war ein im 20. Jahrhundert gebräuchliches englischsprachiges Codebuch zur Umwandlung von Klartext in standardisierte Wörtergruppen. Es diente zur Vereinheitlichung und Komprimierung von allgemeinen Textnachrichten, zumeist geschäftlicher Art, die als Telegramme („Depesche“) per „Kabel“ oder kabellos per Funk (als Funktelegramme) übermittelt wurden. Dies geschah in der Regel auf telegrafische Weise, also mithilfe des Morsecodes.
PETCO diente nicht zur Verschlüsselung oder Geheimhaltung der Nachrichten. Es wurde im Jahr 1929 durch den US‑Amerikaner Ernest E. Peterson von der Peterson Cipher Code Corporation in New York veröffentlicht und konnte, wie jedes andere Buch, käuflich erworben werden.

## Geschichte
In der Telegrafie, die damals zumeist von Hand mithilfe von Morsetasten durchgeführt wurde, ist es hilfreich, möglichst einheitlich formatierte und kurze Texte zu haben, um so die Übertragungsdauer möglichst klein zu halten und Fehler zu minimieren. Um dies zu erreichen, gab es Anfang des 20. Jahrhunderts (und bereits davor) eine Reihe von öffentlichen Codebüchern, die genau diesem Zweck dienten, wie beispielsweise ABC 6th edition, Bentleys Complete Phrase, Marconi International und Western Union. Auch die Gebühren (Entgelte) waren so geregelt, dass standardisierte Telegramme deutlich günstiger übermittelt wurden als Texte aus „freier Prosa“.
Bei PETCO bestanden die Codewörter aus fünfstelligen Buchstabenfolgen, die jeweils drei Konsonanten und zwei Vokale enthielten, so dass sie „aussprechbar waren“ (Beispiel: BIKUG oder BILNY). Hierbei war es üblich, sechs Buchstaben (AEIOUY) als Vokale aufzufassen. Jedem der Codewörter war eine bestimmte Bedeutung zugeordnet, beispielsweise ein einzelnes Wort wie cable („Kabel“) oder aber auch eine Phrase, ein Satzteil, ein ganzer Satz, ein Firmenname oder eine Zahl.
Im ersten Teil des zweiteiligen Codebuchs waren die Klartextausdrücke thematisch und alphabetisch sortiert. Im zweiten Teil entsprach die Sortierreihenfolge den Codewörtern. Das PETCO von 1929 (dritte Ausgabe) hatte einen Umfang von 1136 Seiten.

## Urheberrechtsstreit
Am 19. Juli 1937 reichte John W. Hartfield Klage gegen Ernest E. Peterson und die Peterson Cipher Code Corporation wegen Verletzung eines urheberrechtlich geschützten Kabel- und Telegraphencodes ein. Der Klage wurde stattgegeben, nachdem festgestellt worden war, dass von den 47.397 Phrasen im PETCO knapp 10.000 mit denen in Hartfields Buch identisch waren, inklusive der Sortierreihenfolge, Interpunktionsdetails und insbesondere auch Tippfehlern. Peterson wurde zu einer Geldstrafe (5000 US‑Dollar plus Anwaltskosten und Spesen) verurteilt und der Streit damit beigelegt.

## Vierte Auflage
Im Jahr 1958 erschien eine vierte Auflage des PETCO.